# Kevin Nitzlnader
Kevin Nitzlnader (* 3. Februar 1993) ist ein österreichischer Fußballspieler.

## Karriere
Nitzlnader begann seine Karriere bei der WSG Wattens. Zwischen 1999 und 2001 spielte er für den FC Volders. 2005 wechselte er zum FC Wacker Innsbruck. 2006 wechselte er zum SC Schwaz, ehe er 2007 in die AKA Tirol ging. 2011 kehrte er in die Regionalligamannschaft des FC Wacker Innsbruck zurück. Sein Bundesliga- und Profidebüt gab er am 18. Spieltag 2013/14 gegen den SV Grödig. Nitzlnader blieb der Mannschaft auch nach dem Abstieg erhalten.
Zur Saison 2016/17 kehrte er zu seinem ehemaligen Jugendklub WSG Wattens zurück. Mit der WSG Wattens stieg er 2019 als Zweitligameister in die Bundesliga auf, woraufhin sich der Verein in WSG Tirol umbenannte. Zur Saison 2020/21 rückte er in den Kader der drittklassigen Amateure der Tiroler.